# 佐々静香
佐々 静香（さっさ しずか、1979年 - ）は、日本のフルート奏者。

## 人物
長崎県長崎市出身。くらしき作陽大学音楽学部音楽学科管楽器専修卒業後にドイツへ渡り、ドイツ国立ベルリン音楽大学にてディプロムを取得した後にドイツ国立ワイマール・フランツ・リスト音楽大学のソリスト科で修行研鑽を積む。
ゲッティンゲン交響楽団へ入団。副首席奏者として数年在籍した後、ベルリン放送交響楽団にて契約団員を務めた後、フリー奏者へ転向。
現在はフランス・パリに在住しながら各地で演奏活動を行っている。